# Suro del Mas Perxés

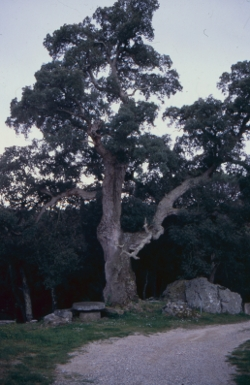
Suro del Mas Perxés

El Suro del Mas Perxés (Quercus suber) és un arbre que es troba a Agullana (comarca de l'Alt Empordà) i un dels suros més grans de tot Catalunya.

## Dades descriptives
- Perímetre del tronc a 1,30 m: 4,63 m.
- Perímetre de la base del tronc: 6,83 m.[1]
- Alçada: 16,5 m.
- Amplada de la capçada: 19,1 m.
- Altitud sobre el nivell del mar: 209 m.

## Entorn
És en un alzinar mediterrani amb ribera i amb arbres com, per exemple, alzines, polls negres, aladerns, piracants, estepa blanca, gódua i heura, i plantes silvestres, com ara fonoll, orenga, orella de monjo, ninois, morró, morella de paret, esparreguera boscana i all de bruixa. També hi ha plantes ornamentals com el lliri, l'àloe del sabó, la flor de plata i l'acant.

## Aspecte general
No té un aspecte gaire bo: està molt envellit i presenta un estat clar de regressió. El marciment és generalitzat i preocupant, i ocupa gran part de la capçada de l'arbre. S'hi observa força presència de galeries de banyarriquer i d'activitat fúngica. Es va veure afectat lleugerament pels incendis de l'Alt Empordà de 2012.

## Observacions
Té una remarcable significança històrica perquè va ser testimoni del final de la II República Espanyola, ja que es troba molt a prop del coll del Portell, on hi havia un pas estratègic i clandestí que duia fins a França, país de destinació de milers d'exiliats (és per això que també és conegut com el Suro de l'Exili). L'arbre és molt a prop de la masia de la família Perxés, la qual va ésser la darrera seu institucional de la política i la cultura catalanes a la República entre el 31 de gener i el 5 de febrer del 1939 (entre d'altres, s'hi ajuntaren Lluís Companys, Pompeu Fabra, Pau Vila, Joan Oliver, Rovira i Virgili, Carles Riba, Mercè Rodoreda, etc., a més del primer president d'Euskadi, Agirre ta Lekubetar Joseba Andoni). Durant la darrera Guerra Civil Espanyola (1936-1939), la finca de Mas Perxés fou confiscada i les noves autoritats volien tallar l'arbre, però els llenyataires, que eren gent del poble, llançaren les picasses i es negaren en rodó a complir aquesta ordre. Fou declarat Arbre Monumental l'any 1988.

## Curiositats
No gaire lluny d'aquest suro, molt a prop del riu, hi ha un enorme poll negre, el qual fa 4,36 m de perímetre a 1,30 m, i un tell de fulla petita de mida important. Així mateix, just al camí que hi ha sota la masia, hi ha una sèrie de pins pinyoners força grossos, alguns dels quals fan més de 3 metres de perímetre. Al mateix poble també hi ha un altre magnífic suro, El Fadrí, de dimensions gairebé idèntiques al Suro del Mas Perxés, i els interessants castanyers de Santa Eugènia.

## Accés
Des d'Agullana, cal agafar la carretera GI-501, en direcció a la Vajol i, després, el primer trencall a la dreta, el qual duu al Mas Perxés. Poc abans del mas hi trobem el suro. GPS 31T 0486468 4693804.